# Matalajärvi (sjö i Rautavaara, Norra Savolax)
Matalajärvi är en sjö i kommunen Rautavaara i landskapet Norra Savolax i Finland. Den är 1,5 meter djup. Arean är 38 hektar och strandlinjen är 4,01 kilometer lång. Sjön  ingår i Vuoksens huvudavrinningsområde.   Den ligger omkring 76 kilometer nordöst om Kuopio och omkring 410 kilometer nordöst om Helsingfors. 